# Музиченко Олександр Олексійович
Музиченко Олександр Олексійович (7 травня 1955) — радянський яхтсмен.
Олімпійський чемпіон 1980 року в класі Зоряний.